# Intelligenza artificiale debole
L'intelligenza artificiale debole è un'intelligenza artificiale che implementa una parte limitata della mente, o come IA ristretta (narrow AI), è focalizzata su un compito ristretto. Con le parole di John Searle "sarebbe utile per testare ipotesi sulle menti, ma non sarebbe in realtà una mente". Si contrappone all'intelligenza artificiale forte, definita come una macchina con la capacità di applicare l'intelligenza a qualsiasi problema, piuttosto che a un solo problema specifico, e a volte si considera che richieda coscienza, capacità di sensazione e mente.

## Terminologia.
L'"IA debole" è talvolta chiamata "IA ristretta", ma quest'ultima è solitamente intesa come sottocampi all'interno della prima. I test di ipotesi sulle menti o parte di esse non fanno tipicamente parte dell'IA ristretta, ma piuttosto implementazione di qualche caratteristica superficiale di somiglianza. Molti sistemi attualmente esistenti che affermano di usare "intelligenza artificiale" stanno probabilmente operando come una IA ristretta focalizzata su un problema specifico, e non sono IA debole nel senso tradizionale.
Siri, Cortana, e l'Assistente Google sono tutti esempi di IA ristretta, però operano con un ventaglio di funzioni limitato e predefinito. Non implementano parti di menti, usano l'elaborazione del linguaggio naturale insieme a regole predefinite. In particolare, non sono esempi di IA forte, poiché non ci sono intelligenza genuina né autocoscienza. Il ricercatore Ben Goertzel, nel suo blog nel 2010, affermò che Siri era "molto ristretta e fragile" come dimostrato dai fastidiosi risultati se fate domande al di fuori dei limiti dell'applicazione.

## Impatto
L'intelligenza artificiale debole potrebbe causare malfunzionamenti nella rete elettrica, danneggiare centrali nucleari, causare problemi economici globali, e dirigere in modo fallace veicoli a guida autonoma.